# Pont du Mémorial (Bangkok)
Le Pont du Mémorial (en thaï : สะพานปฐมบรมราชานุสรณ์) est un pont levant qui franchit le fleuve Chao Phraya à Bangkok, en Thaïlande. Il relie le quartier Phra Nakhon à celui de Thonburi.
Il fut inauguré le 6 avril 1932 par le roi Rama VII, en commémoration du 150e anniversaire de la dynastie Chakri et de la fondation de Bangkok, peu avant le Coup d'État Siamois le 24 juin 1932. En thaï, le nom de Phra Phutta Yodfa (สะพานพระพุทธยอดฟ้า) est le plus commun, tiré du roi Bouddha Yodfa Chulaloke (Rama Ier), le premier de la dynastie Chakri.
La construction du pont débuta le 3 décembre 1929 par l'entreprise Dorman Long, autrefois basée à Middlesbrough, en Angleterre. Le pont disposait autrefois d'un mécanisme de déplacement, aujourd'hui désaffecté.
Le 5 juin 1944, des avions Boeing B-29 Superfortress, dont les capacités devaient être testées avant leur déploiement au-dessus des îles japonaises, furent ciblés près du pont. Les bombes tombèrent plus de deux kilomètres plus loin. Aucune structure civile ne fut endommagée, mais des lignes de tramway, un hôpital militaire japonais et le quartier général secret de la police japonaise ont été détruits. Il fallut attendre 1947 pour que les autorités thaïlandaises prennent connaissance de la cible visée.